# 尼古拉·阿夫克先季耶夫
尼古拉·德米特里耶维奇·阿夫克先季耶夫（俄语：Никола́й Дми́триевич Авксе́нтьев，1878年11月28日—1943年3月24日）俄罗斯社会革命党领导人。他和弗拉基米尔·曾季诺夫都属于“海德堡社会革命党人”（19世纪90年代海德堡大学的俄罗斯学生）之一，受到了新康德主义哲学和马克思主义的影响。他于1918年9月23日至11月18日作为临时全俄罗斯政府主席领导俄罗斯国，后被推翻并逮捕，权力被移交给战争部长亚历山大·高尔察克，他成为俄罗斯最高统治者。